# Кистяковский, Александр Фёдорович
Алекса́ндр Фёдорович Кистяко́вский (14 (26) марта 1833, село Городищи Сосницкого уезда Черниговской губернии — 13 (25) января 1885, Киев) — юрист и общественный деятель, видный деятель украинского национального движения.
Доктор права (1869), профессор (1870). Основные труды — по уголовному праву и уголовному процессу.

## Биография

### Происхождение
Род Кистяковских происходил из крестьян. Дед Александра — Емельян Васильевич Кистяковский — был крепостным графа Ильи Безбородко, управляющим его имением в Стольном Сосницкого уезда Черниговской губернии. В 1808 году граф дал ему вольную.
Отец Александра — Фёдор Емельянович (1807—1880) — окончил Черниговскую духовную семинарию и стал священником в селе Городищи того же уезда, а в 1843—1868 годах был благочинным одного из округов. Также он занимался земледелием (это было необходимо, чтобы содержать большую семью — у него было 8 детей), открыл в своём доме школу с пансионом для сельских детей. Оставил воспоминания, опубликованные в журнале «Киевская старина» (1895).

### Детство
Александр учился в Черниговском духовном училище и в Черниговской семинарии. В течение последних четырёх лет пребывания в семинарии он был «инспектором» (местное название) одной из ученических квартир, в обязанности которого, по обычаям старых семинарий, лежала экономическая часть, инспекция за поведением учеников и обучением. Этим инспекторством он приобретал средства для собственного содержания.
По окончании полного семинарского курса он предполагал продолжить образование в Московской духовной академии, но начальством семинарии не был допущен к выпускным экзаменам «по причинам, которые теперь не время разъяснять» (как он написал в автобиографии).

### Университет. Начало карьеры
В сентябре 1853 года Кистяковский поступил на юридический факультет Киевского университета.
Испытывая нужду, через месяц после поступления он принят был в «квартиру недостаточных студентов»; а на следующий год — «на полное казённокоштное содержание». В сентябре 1856 года Кистяковский был послан в Козелецкое уездное училище учителем истории и географии; в конце того же года был переведён на такую же должность в Киевское дворянское училище. В начале 1857 года он опять был принят в число студентов с назначением ему ежемесячно содержания в размере 11 рублей.
Окончил курс в декабре 1857 года. Осенью 1857 года был в течение трёх месяцев болен, поэтому результаты экзаменов были для него неудовлетворительны: он был выпущен со званием «действительного студента».
Нужда заставила его поступить домашним учителем в дом М. А. Марковича, жившего в селе Восковцах Прилукского уезда Полтавской губернии. Там он пробыл до конца августа 1858 года, после чего отправился в Санкт-Петербург для поступления на службу.
16 ноября 1858 года Кистяковский поступил на службу в канцелярии межевого департамента Правительствующего сената, 1 декабря был допущен к исправлению должности младшего помощника секретаря, в которой и утверждён 1 апреля 1859 года. В июне 1859 года был перемещён на такую же должность в канцелярию общего собрания первых трёх департаментов и департамента герольдии Правительствующего сената. 16 ноября 1860 года был перемещён старшим помощником столоначальника в департамент Министерства народного просвещения. В связи с преобразованием центрального управления Министерства народного просвещения 1 июля 1863 года был оставлен за штатом.

### Научная деятельность
С самого окончания университетского курса Кистяковский не переставал заниматься наукой. Первый год, по поступлении на службу, он работал сначала от половины 3 до 8, а потом исключительно по вечерам в Публичной Библиотеке. В 1859 и 1860 годы он перевёл на русский язык сочинение Блюнчли Allgemeines Staatsrecht, оставшееся ненапечатанным. В 1860 году он напечатал в «Журнале Министерства юстиции» в четырёх статьях «Очерк английского уголовного судопроизводства по Миттермайеру». Оставаясь постоянным сотрудником этого журнала, он по переходе на службу в департамент Министерства народного просвещения стал печатать свои работы в «Журнале Министерства народного просвещения». С середины 1861 года он поступил помощником редактора одного журнала, прекратившего своё существование в конце 1862 года.
В декабре 1863 года он выдержал кандидатский экзамен, а в сентябре 1864 года защитил диссертацию pro venia legendi «О пресечении обвиняемому способов уклоняться от следствия и суда, по русскому действующему уголовному судопроизводству». По прочтении двух пробных лекций, был, по ходатайству юридического факультета, допущен к чтению лекций в университете св. Владимира по кафедре уголовного права и уголовного судопроизводства в звании приват-доцента. В этом звании он преподавал уголовное право и судопроизводство в течение трёх учебных лет, в 1864—1867 годах.
По выдержании в течение 6 месяцев экзамена в 1865 и 1866 годах и по защите в мае 1867 года диссертации на степень магистра «Исследование о смертной казни», он 12 мая был утверждён в степени магистра уголовного права, а 2 июня того же года — в должности доцента по кафедре уголовного права и судопроизводства.
С 15 августа 1867 года по 23 апреля 1868 года — в командировке в Санкт-Петербурге и Москве, где тогда были открыты преобразованные суды и введён новый порядок уголовного и гражданского судопроизводства по уставам 1864 года.
По защите диссертации «Историко-догматическое исследование по русскому праву о пресечении обвиняемому способов уклоняться от следствия и суда» 20 декабря 1868 года был утверждён в степени доктора уголовного права.
По избранию факультета и Совета был утверждён министром народного просвещения 9 февраля 1869 года экстраординарным, а 16 февраля 1870 года — ординарным профессором по кафедре уголовного права и судопроизводства.
Во время командировки за границу (сентябрь 1871 — апрель 1873) посетил Венский, Гейдельбергский, Берлинский, Неаполитанский и Римский университеты. Наиболее обстоятельно знакомился со способами преподавания и практических занятий в Гейдельберге и Неаполе.

### Общественная деятельность
С 1 октября 1865 по 12 января 1870 года — директор Киевского тюремного комитета, был уволен по прошению. В 1878 году состоял судьёй университетского суда. Способствовал основанию киевского юридического общества и Рубежовской колонии для малолетних преступников.

## Труды

### «Элементарный учебник общего уголовного права»
Основной труд Кистяковского — «Элементарный учебник общего уголовного права», выдержавший три издания (1877; 1882, значительно дополненное; 1891).
Иван Фойницкий оценивал этот учебник так:

Он не закончен, останавливаясь на общей части; но для последней взгляды автора совершенно выяснились. Это программа догматической разработки мирового (общего) уголовного права на почве историко-сравнительной, — программа блестящая, грандиозная, но только программа, оставшаяся в большей части невыполненной, вследствие недостатка необходимого материала и его научной обработки. Кистяковский выступает убеждённым проповедником эволюционизма и намечает эпохи развития уголовного права, утверждая, что «не закон созидает уголовное право, а наоборот», что «в создании уголовного закона не остаётся места произволу законодателя, которому приходится только закреплять уже народившиеся или вызываемые потребностями быта понятия о правом и неправом, созданные сложившимися или слагающимися отношениями». Только немногие учения общей части (например, учение о смертной казни) разработаны Кистяковским более или менее радикально; к другим ему оказалось возможным проявить только критическое отношение, а многих учений господствующей доктрины он даже вовсе не мог коснуться. Но и как попытка, труд Кистяковского имеет высокое значение в истории науки уголовного права.
— Энциклопедический словарь Брокгауза и Ефрона

### «Исследование о смертной казни»
Магистерская диссертация Кистяковского — «Исследование о смертной казни» (1867, Киев; переиздание 1896, Санкт-Петербург) — не потеряла актуальность и сейчас: она была вновь переиздана (Тула: «Автограф», 2000. — ISBN 5-89201-022-8), на неё ссылаются как в научных трудах, так и в дискуссиях о смертной казни. В этом труде Кистяковский подробно описал историю вопроса и, проанализировав доводы противников и сторонников смертной казни, сделал вывод:

Итак, смертная казнь не только не содействует общественной безопасности, не только не воздерживает от преступлений, но имеет дурные стороны, которые чужды всем другим наказаниям. Единственное преимущество её в глазах народов состоит в том, что она очень простое, дешёвое и не головоломное наказание. Чтобы человека держать в тюрьме, чтобы переломить его порочную натуру и сделать его полезным или по крайней мере безопасным членом общества, для этого требуются значительные издержки, большое терпение и настоящее гражданское мужество, не подчиняющееся влиянию более или менее временных тревог, а умеющее побороть душевную опасность. Тогда как смертная казнь, не требуя ни долгого времени, ни издержек, ни особенных трудов, одним разом и навсегда отнимает у преступника возможность вредить и тем гарантирует и эгоизм человеческий от мнимых и действительных опасностей. Защитники смертной казни старательно маскируют указанную причину привязанности народов к смертной казни, давая ей более возвышенное объяснение. Но тем не менее эта причина много способствует сохранению смертной казни в числе наказаний, что иногда более откровенные защитники её и высказывают. Так, в 1864 году, в английском парламенте известный Робук отстаивал смертную казнь как более дешёвое средство лишить преступника возможности вредить обществу. Насколько законен, одобрителен и устойчив подобный эгоизм — это другой вопрос.

### Другие работы
Другой крупный труд Кистяковского по уголовному праву — докторская диссертация «О пресечении обвиняемых способов уклоняться от следствия и суда» (1869). Её значение, по мнению Фойницкого — преимущественно как разработка этого института в истории русского процесса; догматическая часть труда, также ограничивающаяся русским правом, оставляет впечатление незаконченности.
Монография Кистяковского по вопросу о молодых преступниках и учреждениях для их исправления составилась из публичных его лекций в пользу рубежовской колонии; здесь собран и освещён значительный материал, представляемый практикой русских учреждений этого рода.
В разных повременных изданиях, преимущественно в «Журнале Министерства юстиции», «Журнале гражданского и уголовного права», «Журнале Министерства народного просвещения» и «Сборнике государственных знаний», Кистяковский поместил много мелких статей по вопросам уголовного права и судопроизводства.
Оценивая вклад Кистяковского в науку, Фойницкий писал:

Кистяковский не принадлежал к числу умов с готовыми на всё ответами; он как бы предпочитал не высказывать своих взглядов, отрицательно относясь к значению личных мнений в науке. Он писал: «Самые, по-видимому, самостоятельные философские построения, носящие на себе печать индивидуальности писателя-криминалиста, в конце концов выражают только то или другое убеждение, живущее в целом народе или в так называемом обществе». Отсюда та высокая важность, которую он придавал моментам историческому и сравнительному; отсюда же и его усилия в интересах разработки обычного права.
— Энциклопедический словарь Брокгауза и Ефрона
Кистяковскому принадлежит одна из самых первых программ для собирания обычаев по уголовному праву, которая, вместе с программой графа Ефименко, принята в основание географическим обществом при выработке общей программы для собирания юридических обычаев. Издал «Права, по которым судится малороссийский народ» (1879) — сборник норм феодального права первой половины XVIII века, действовавших на Левобережной Украине.

## Политические взгляды
Кистяковский занимал видное место среди деятелей украинского национального движения 1860—1880-х годов (по выражению того времени, «южнорусских деятелей»), лично знал В. Б. Антоновича, М. П. Драгоманова, П. П. Чубинского, о которых оставил много воспоминаний в своем «Дневнике». Свои украинские симпатии он проявил, в частности, участием в журнале «Основа» (первый украинский журнал, издававшийся в Санкт-Петербурге в 1861—1862 годах).
В течение 1874—1885 годов Кистяковский вёл дневник, обнародовать который позволил не ранее, чем через 80 или 50 лет после своей смерти; «Дневник» был издан в середине 1990-х годов. Являясь сторонником идеи социализма, он писал: «идеи социализма реализуются путём медленного прогресса, не мечом и огнём, а силой мысли, убеждений и нравственности. Сила мысли сильнее силы оружия». Радикальные течения вызывали у него резкое неприятие.
Убежденный сторонник судебной реформы 1864 года, Кистяковский умер с защитой на устах её важнейшего института — присяжных заседателей. По свидетельству профессора В. Б. Антоновича, бывшего при кончине Кистяковского, «за час до смерти, в разговоре с одним из друзей, он с большим вниманием расспрашивал о ходе дел в текущей сессии окружного суда. Услыхав характеристику некоторых дел и отношения к ним присяжных, он в последний раз оживился, привстал на постели и громко произнёс: я всегда утверждал, что институт присяжных есть святое дело в нашем отечестве! Затем он склонил голову на подушку, и голос его начал более и более ослабевать».

## Погребение
Похоронен в Киеве на Байковом кладбище.

## Награды
- Орден Святого Станислава 2 степени
- Орден Святой Анны 2 степени

## Почётные звания
- Член-корреспондент Императорского Русского географического общества; удостоен серебряной медали.
- Действительный член Императорского общества любителей естествознания, антропологии и этнографии при Московском университете.
- Почётный член Московского юридического общества.
- Член (с 1879 года — председатель) Киевского юридического общества.

## Семья
Братья
- Василий Фёдорович (1841—1902) — врач.
- Фёдор Фёдорович (16 июня 1835 — ?) — врач. В 1863 году был привлечён по делу «Земли и воли»; на следующий год было вынесено постановление о предании его суду Сената, однако судим не был из-за нахождения за границей.[f 1] Был женат на Варваре Васильевне Бугаевой (сестре Н. В. Бугаева и тёте Андрея Белого).[f 2]

Жена — Александра Ивановна Михелева (1846), дочь штабс-капитана Иоанна Михелева Михеля и Матроны Ивановны Чубинской.
Сыновья
- Владимир Александрович (1865—1952) — советский ученый в области химии и электрохимии, академик АН Украины (1919), академик АН СССР (1929).
- Богдан (Фёдор) Александрович (1868—1920) — философ, социолог и правовед, один из авторов сборника «Вехи». Его дети:
  - Георгий Богданович (1900—1982) — американский физикохимик, один из организаторов американской науки.
  - Александр Фёдорович (1905—1983) — советский зоолог, орнитолог-фаунист.
- Борис Александрович (2 мая 1870 — 4 декабря 1937) — расстрелян, реабилитирован в 1956 году.[f 3]
- Юлий Александрович (2 апреля 1872—1920) — преподаватель математики 2-й Фундуклеевской гимназии города Киева (преподаватель поэтессы Анны Ахматовой). Его дети и внук:
  - Андрей Юльевич (1912—1986) — инженер-полковник, преподаватель военных и гражданских ВУЗов, советский пловец и тренер.
    - Андрей Андреевич (1936—1987) — советский переводчик, правозащитник.

  - Марианна Юльевна (1906—1981) — ученый в области дошкольной педагогики, доктор педагогических наук.
- Александр Александрович (2 апреля 1874—1923)
- Игорь Александрович (4 января 1876 — июнь 1940) — юрист, министр в правительстве Украинской державы (1918), видный деятель русской эмиграции.

### Конец XIX — начало XIX века
- Фойницкий И. Я. Кистяковский, Александр Федорович // Энциклопедический словарь Брокгауза и Ефрона : в 86 т. (82 т. и 4 доп.). — СПб., 1890—1907.
- Кистяковский, Александр Фёдорович // Биографический словарь профессоров и преподавателей Университета Св. Владимира (1834—1884) / под ред. В. С. Иконникова. — Киев: В типографии Императорского Университета Св. Владимира, 1884. — [XXVIII + II], 815 с.
  - Биография А. Ф. Кистяковского Архивная копия от 4 марта 2016 на Wayback Machine // сайт «Юридическая Россия».
  - Основные научные труды А. Ф. Кистяковского Архивная копия от 4 марта 2016 на Wayback Machine // сайт «Юридическая Россия».
- Кистяковский, Александр Федорович // Русский биографический словарь : в 25 томах. — СПб.—М., 1896—1918.
- «Киевская старина». — 1895 — № 1 (недоступная ссылка). Значительная часть номера посвящена памяти Кистяковского, к 10-летия со дня его смерти:
  - Автобиография Кистяковского, биографический очерк, составленный графом Науменко, и список его учёных трудов.
  - Воспоминания священника о. Фёдора Кистяковского.
  - Лучицкий И. В. Труды Кистяковского в области истории и обычного права.
  - Фойницкий И. Я. Кистяковский как криминалист.

### Современные публикации
- Леусенко Д. А. Судьба великого юриста в зеркале русской трагедии (памяти Богдана Александровича Кистяковского) // Научные труды РАЮН. — М.: «Юрист», 2012. — Т. 1, вып. 12.